# Báo và Đài Phát thanh – Truyền hình Bạc Liêu
Báo và Đài Phát thanh – Truyền hình Bạc Liêu (tiếng Anh: Bac Lieu Newspaper and Radio – Television, viết tắt: BLTV, trước đó Đài lấy logo là BTV) là một đơn vị sự nghiệp trực thuộc Tỉnh ủy Bạc Liêu.

## Lịch sử
Đài Phát thanh và Truyền hình Bạc Liêu thành lập ngày 1/1/1997, được chia tách từ Đài Phát thanh và Truyền hình Minh Hải cùng với việc chia tách tỉnh Minh Hải thành hai tỉnh Bạc Liêu và Cà Mau. Nhạc hiệu của Đài là bài hát "Bạc Liêu quê tôi" của nhạc sĩ Hoàng Bửu, được dùng từ khi thành lập Đài cho đến nay.
Đài Bạc Liêu bắt đầu hoạt động vào ngày 1/1/1997 với thời lượng phát sóng từ 17:00 – 23:00 hàng ngày, với 25 nhân sự đến nay đã phát triển có 120 nhân sự. Cơ cấu tổ chức gồm Giám đốc, các phó Giám đốc và 7 phòng nghiệp vụ (Dịch vụ & Quảng cáo, Thời sự, Chuyên đề, Chương trình - Văn nghệ & Giải trí, Phát thanh - Thông tin điện tử, Kỹ thuật & Công nghệ, Tổ chức & Hành chính), Kênh nâng thời lượng phát sóng lên 6/24h hàng ngày (từ 17:00 – 23:00 hàng ngày).
Đài Phát thanh và Truyền hình Bạc Liêu là cơ quan chuyên môn thuộc UBND tỉnh Bạc Liêu có nhiệm vụ thông tin, tuyên truyền đường lối, chủ trương của Đảng, chính sách pháp luật của Nhà nước, tuyên truyền cổ vũ phong trào thi đua yêu nước, đáp ứng ngày càng tốt hơn yêu cầu thông tin giải trí của nhân dân; đồng thời là diễn đàn phản ánh tâm tư nguyện vọng của nhân dân đối với Đảng và Nhà nước ở địa phương. Đài Phát thanh và Truyền hình Bạc Liêu vừa làm phát thanh vừa làm truyền hình.
Ngày 5 tháng 5 năm 2025, Tỉnh ủy Bạc Liêu ban hành Quyết định về việc thành lập Báo và Đài Phát thanh – Truyền hình Bạc Liêu trên cơ sở Báo Bạc Liêu và Đài Phát thanh – Truyền hình Bạc Liêu.

## Lãnh đạo và phòng chức năng

### Lãnh đạo
- Tổng Biên tập: Lâm Hồ Sỹ.[2]
- Phó Tổng Biên tập: Nguyễn Minh Sang, Cao Xuân Thu Ngọc, Nguyễn Thị Lâm Anh, Trương Văn Tuấn.[2]

### Phòng chức năng
Cơ cấu tổ chức có 7 phòng nghiệp vụ:
1. Dịch vụ & Quảng cáo
2. Thời sự
3. Chuyên đề
4. Chương trình - Văn nghệ & Giải trí
5. Phát thanh - Thông tin điện tử
6. Kỹ thuật & Công nghệ
7. Tổ chức & Hành chính

## Hạ tầng phát sóng

### Sóng phát thanh
Sóng phát thanh máy phát FM công suất 2KW, phát tần số 93,8 MHz, mỗi ngày phát sóng 18 giờ. Tháp ăngten tự đứng cao 125 m. Sóng phát thanh đã phủ khắp địa bàn trong tỉnh và một số tỉnh như: Cà Mau, Hậu Giang, Kiên Giang, Sóc Trăng và TP. Cần Thơ.
Lịch phát sóng phát thanh Bạc Liêu.
Thời lượng phát sóng: từ 4h55 – 13h00 và 16h25 – 23h00 hằng ngày (thứ 3: 16h00 – 23h00), tiếp âm đài tiếng nói Việt Nam 3 buổi : 6h00 – 7h00; 12h00 – 13h00 và từ 18h00 – 19h00.
Ngày 17 tháng 4 năm 2017, Đài Phát thanh – Truyền hình Bạc Liêu tổ chức lễ công bố phát sóng kênh truyền hình Bạc Liêu trên vệ tinh VINASAT.

### Sóng truyền hìnhBLTV(23/24h)
Sóng truyền hình đã phủ khắp địa bàn trong tỉnh và một số tỉnh như: Cà Mau, Hậu Giang, Kiên Giang, Sóc Trăng và TP. Cần Thơ. Sóng truyền hình sử dụng bằng máy phát UHF công suất 10KW.
Năm 2011, kênh sóng 33, mỗi ngày phát hình 19 giờ. Tháp ăngten tự đứng cao 125 m.
Năm 2020 cho đến nay, mỗi ngày phát hình 23/24.
Kênh truyền hình Bạc Liêu phát sóng:
- Năm 1997 – 1998: Từ 17:00 đến 23:00 hàng ngày.
- Năm 1999 – 2001: Từ 16:00 đến 23:00 hàng ngày.
- Năm 2002 – 2003: Từ 12:00 đến 23:00 hàng ngày.
- Năm 2004 – 2005: Từ 10:00 đến 23:00 hàng ngày.
- Năm 2006 – 2010: Từ 06:00 đến 24:00 hàng ngày.
- Năm 2011 – 2013: Từ 05:00 đến 24:00 hàng ngày.
- Năm 2014 - 2019: Từ 05:00 đến 04:30 sáng hôm sau.[7]
- Năm 2020 đến nay: Từ 05:00 đến 04:00 sáng hôm sau.[8]
- Lịch phát sóng truyền hình – phát thanh Bạc Liêu.[8]
- VTVCab: Kênh 309 và tần số 834.[9]
- SCTV: Phủ sóng DVB-T2.
- VTC: Kênh 96.
- MyTV – VNPT: Kênh 941.
- FPT: Kênh 119.
- FPT Play: Chuẩn HD.
- SDTV: Kênh 33 là tần số 570 MHz, Kênh 34 là tần số 578 MHz.[10]
- Truyền hình OTT: Bạc Liêu TV,[11] HTVC, FPT Play, Clip TV, App K+, VieON, TV360
- Truyền hình Vinasat-2.[6]
- Facebook: Đài PT-TH Bạc Liêu.[12]
- YouTube: Đài PT-TH Bạc Liêu.[13]

### Khẩu hiệu
- Truyền hình: CHẮT CHIU TỪNG KHOẢNH KHẮC.
- App Bạc Liêu TV: LUÔN ĐỒNG HÀNH CÙNG MỌI NGƯỜI.

## Các chương trình trênBLTV
Danh sách các chương trình trên truyền hình BLTV:
- An ninh Bạc Liêu
- An toàn giao thông
- Bạc Liêu ngày mới
- Bản tin 11H00
- Bản tin Giá cả thị trường
- Bản tin Thể thao
- Cùng nông dân ra đồng
- Dân số
- Diễn đoàn doanh nghiệp
- Dự báo thời tiết
- Đại đoàn kết
- Đất & người Bạc Liêu
- Đông Hải trên đường phát triển
- Đồng hành cùng nhà nông
- Giá Rai hôm nay
- Hoà Bình hội nhập và phát triển
- Hồng Dân trên đường phát triển
- Khoa học - Công nghệ
- Khuyến nông
- Kinh tế
- Kinh tế Nông nghiệp cuối tuần
- Lao động & Công đoàn
- Mái ấm BLTV
- Năng lượng & Cuộc sống
- Nhân đạo & Đời sống
- Nhịp cầu nhân ái
- Nông dân Bạc Liêu trên đường hội nhập
- Nông thôn mới Bạc Liêu
- Pháp luật & Đời sống
- Khoa học & Đời sống
- Phụ nữ Bạc Liêu ngày nay
- Phước Long xây dựng nông thôn mới
- Quốc phòng toàn dân
- Sức khoẻ cho mọi người
- Tài nguyên & Môi trường
- Tài tử Cải lương Bạc Liêu
- Tin nóng 24h
- Thành phố Bạc Liêu trên đường phát triển
- Thời sự Bạc Liêu
- Bạc Liêu News
- Tuổi trẻ Bạc Liêu
- Văn học & Nghệ thuật
- Vì chủ quyền biên giới quốc gia
- Vĩnh Lợi ngày nay
- Xổ số kiến thiết Bạc Liêu

## Logo

### Logo kênh

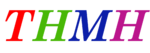
Logo truyền hình Minh Hải: 01/01/1994 – 31/12/1996
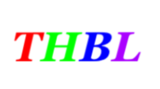
Logo truyền hình Bạc Liêu: 01/01/1997 – 04/05/2002
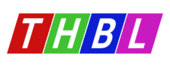
Logo truyền hình Bạc Liêu: 05/05/2002 – 18/12/2008
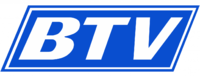
Logo chính kênh truyền hình Bạc Liêu: 19/12/2008 – 29/06/2012
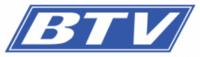
Logo màn hình BTV Bạc Liêu: 19/12/2008 – 29/06/2012
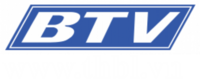
Logo BTV kênh truyền hình Bạc Liêu có website: 01/01/2012 – 29/06/2012
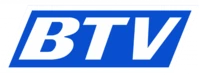
Logo chính BTV kênh truyền hình Bạc Liêu: 30/06/2012 - 29/06/2013 (thử nghiệm); 30/06/2013 - 09/10/2017 (chính thức)
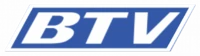
Logo màn hình BTV kênh truyền hình Bạc Liêu: 30/06/2012 - 29/06/2013 (thử nghiệm); 30/06/2013 - 09/10/2017 (chính thức)
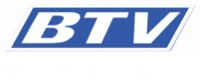
Logo BTV Bạc Liêu có website: 30/06/2013 – 09/10/2017
Logo BLTV: 10/10/2017 – nay
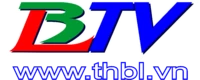
Logo BLTV Bạc Liêu có website: 10/10/2017 – 31/12/2018
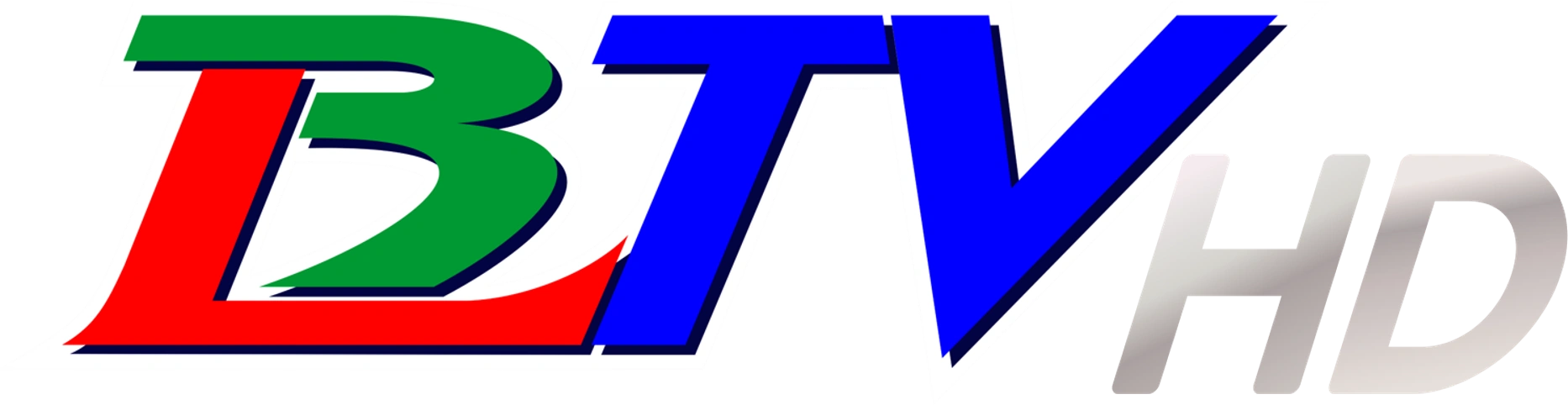
Logo BLTV HD Kênh truyền hình Bạc Liêu: 01/01/2019 – nay

### Logo Tết

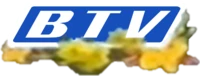
Logo Tết BTV Bạc Liêu tháng 2/2016
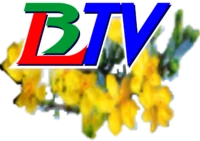
Logo Tết BLTV Bạc Liêu tháng 2/2018
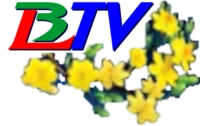
Logo Tết BLTV Bạc Liêu: 31/01/2019
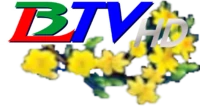
Logo Tết BLTVHD Bạc Liêu: 31/01/2019
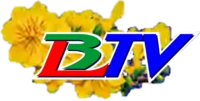
Logo Tết BLTV Bạc Liêu: 20/01/2020 – 09/02/2022
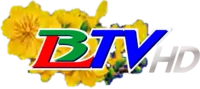
Logo Tết BLTVHD Bạc Liêu: 20/01/2020 – 09/02/2022